# Antonio Palacios Ramilo
Antonio Palacios Ramilo, né le 8 janvier 1874 au Porriño (Galice) et mort le 22 octobre 1945 à Madrid est un architecte éclectique espagnol connu pour ses ouvrages monumentaux de la première moitié du XXe siècle, essentiellement à Madrid et en Galice.

## Biographie
Son père, madrilène d'origine galicienne, venu travailler en Galice s'y est marié et installé au Porriño. Antonio, né le 8 janvier 1874, est le dernier de sept enfants.
Il fait des études d'architecte à l'École technique supérieure d'architecture de Madrid (Escuela Técnica Superior de Arquitectura de Madrid, depuis intégrée à Université Polytechnique de Madrid, université fondée en 1971).
En 1900, ses études d'architecture terminées, il s'associe avec Joaquín Otamendi (1874-1960) et ils obtiennent en 1904 le concours pour la construction de l'[hôtel des postes et télégraphes de Madrid (Casa de Correos y Telégrafos), le Palais des communications. Sa collaboration avec l'architecte basque Joaquín Otamendi se poursuivra jusqu'en 1918, notamment avec le bâtiment central de Correos de Séville. Palacios est l'architecte responsable de l'élaboration des intérieurs des premières stations du Métro de Madrid, organisant les accès et l'esthétique des premières lignes, dont son logotype ovale.
Son galléguisme est un attachement à la Galice qui ne trouve pas d'expression politique, mais est une volonté artistique identitaire pour les projets d'urbanisme et architecturaux de sa terre natale.

## Œuvres

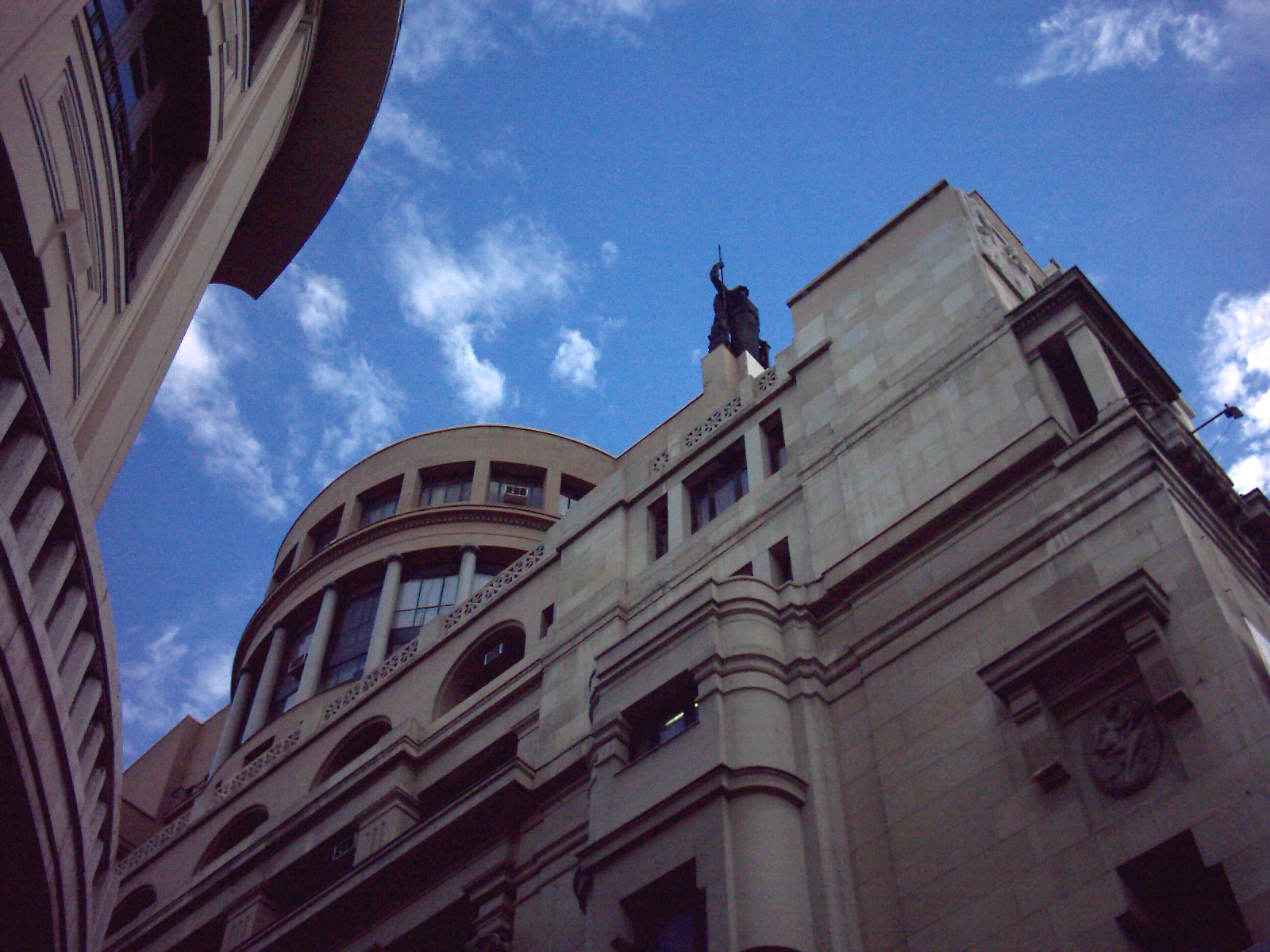
Le Círculo de Bellas Artes, projet lancé en 1919 et terminé en 1926 et qui sera l'œuvre la plus polémique de sa carrière.
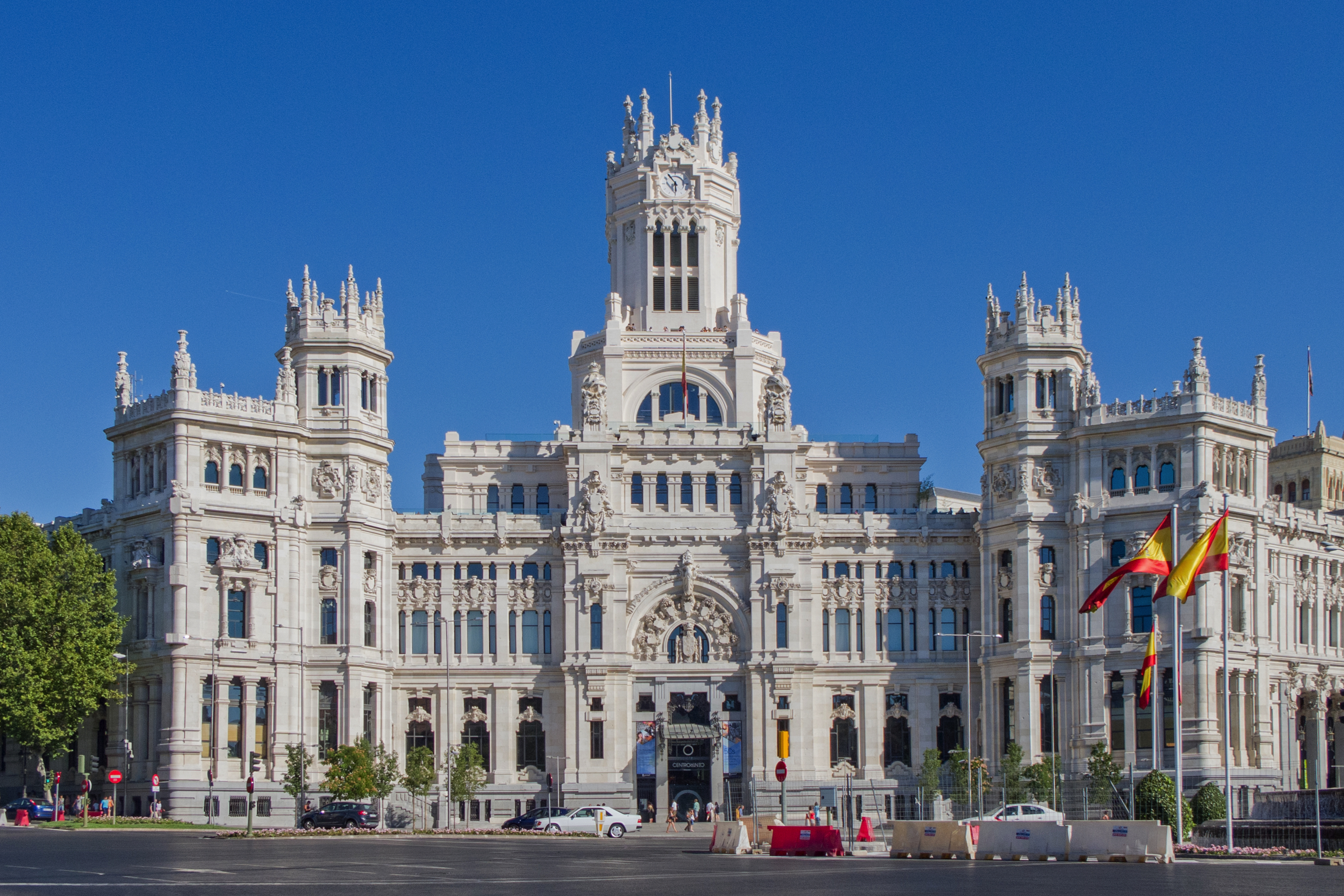
Depuis 2007 siège de la municipalité de Madrid, le Palais des communications a été construit en 1909 sur un projet de Antonio Palacios et Joaquín Otamendi pour Sociedad de Correos y Telégrafos de España, l'Hôtel des Postes de la ville.
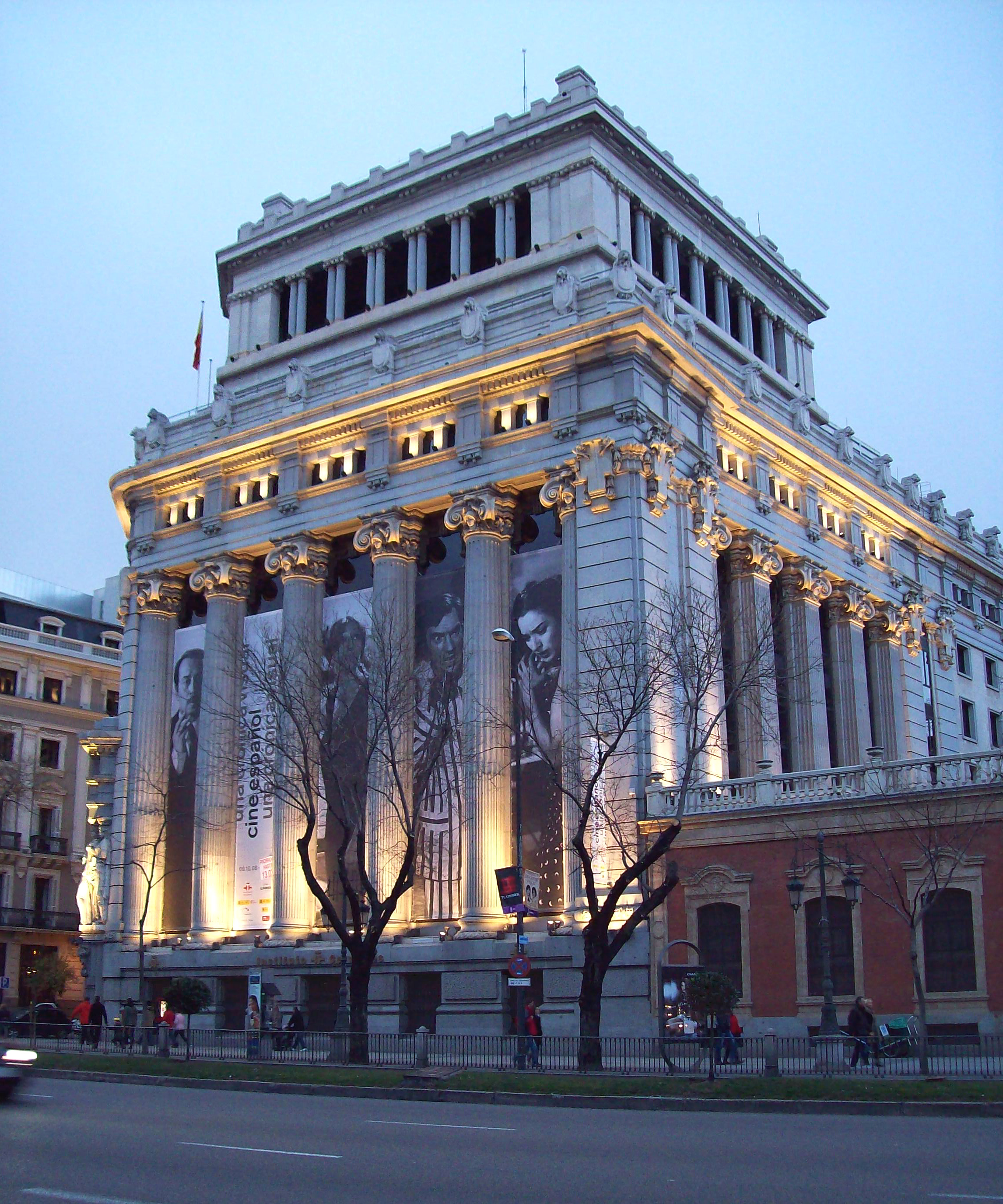
Immeuble des Cariatides qui est, depuis 1991 le siège de l'Institut Cervantes à Madrid, a été construit en 1918 sur un projet de Antonio Palacios et Joaquín Otamendi pour la banque Banco Español del Río de la Plata, édifice fut agrandi en 1947 par un autre architecte.
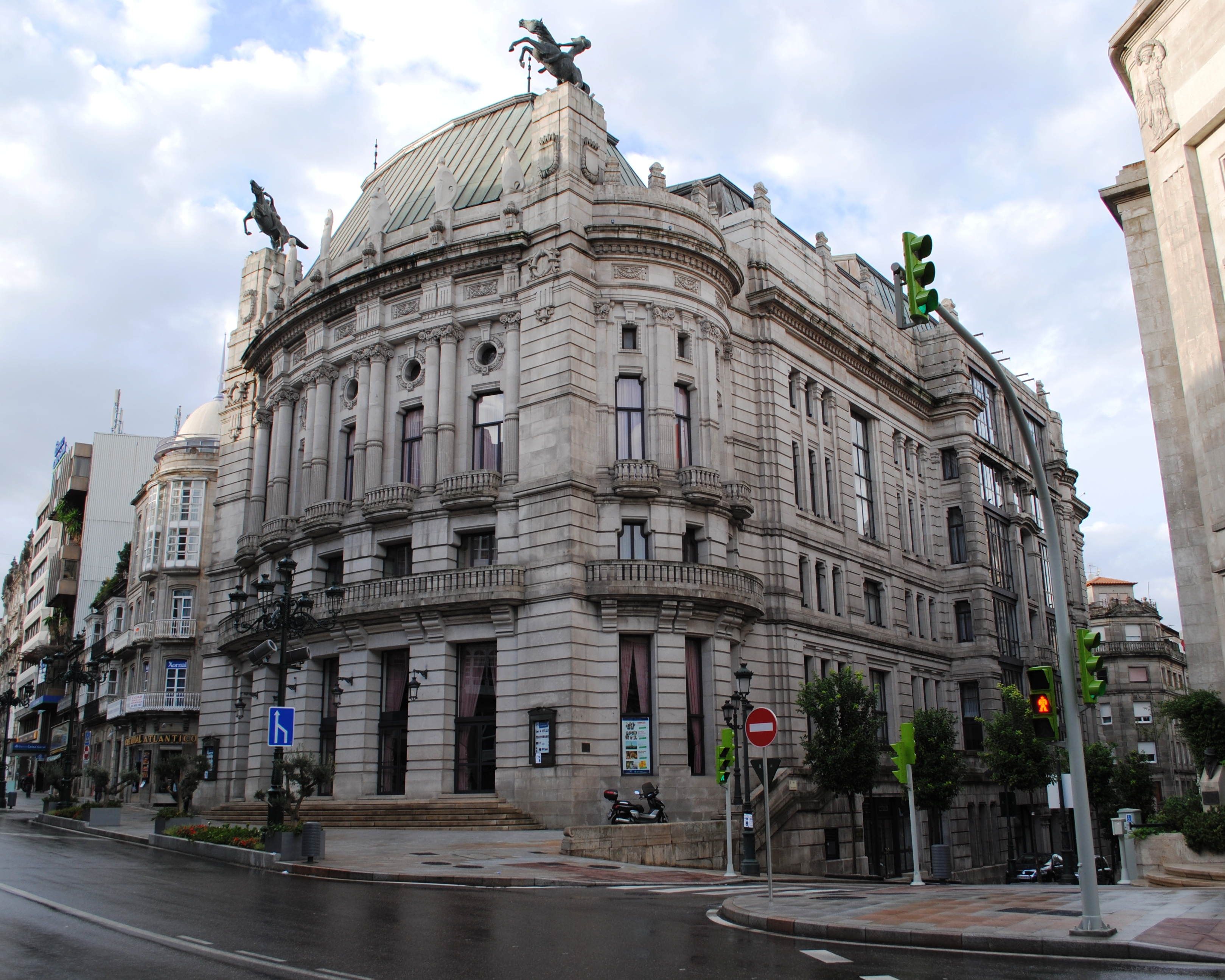
Depuis 1984, centre culturel (Centro Cultural Caixanova) à Vigo, ancien théâtre (Teatro García Barbón (es)) construit en 1927 sur un projet de Antonio Palacios pour remplacer le théâtre Rosalía de Castro, détruit par un incendie en février 1910.
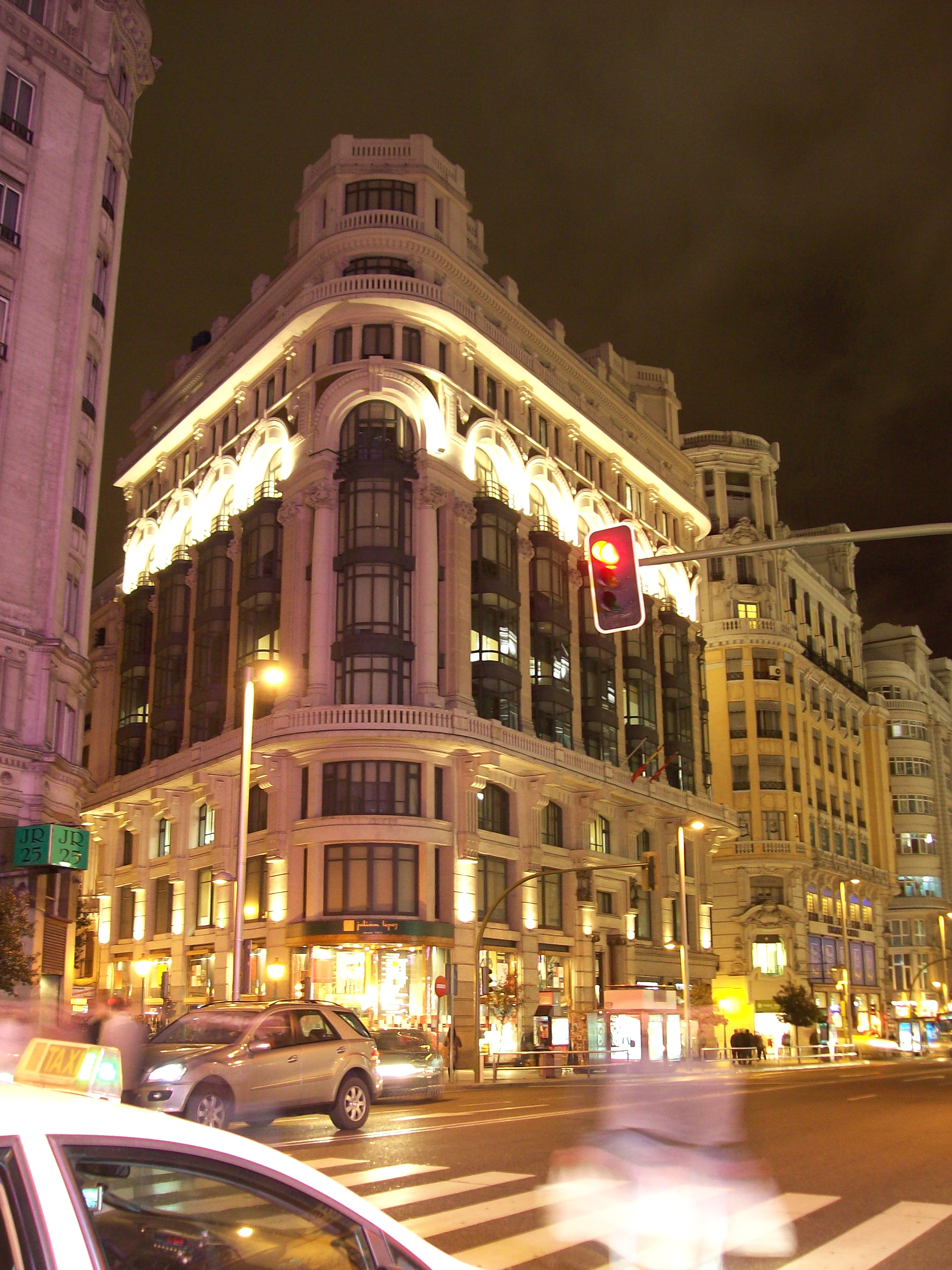
Casa Matesanz, édifice pour un centre commercial de l'enseigne Casa Matesanz sur la Gran Via à Madrid, sur un projet de Antonio Palacios., le théâtre Garcia Barbon.
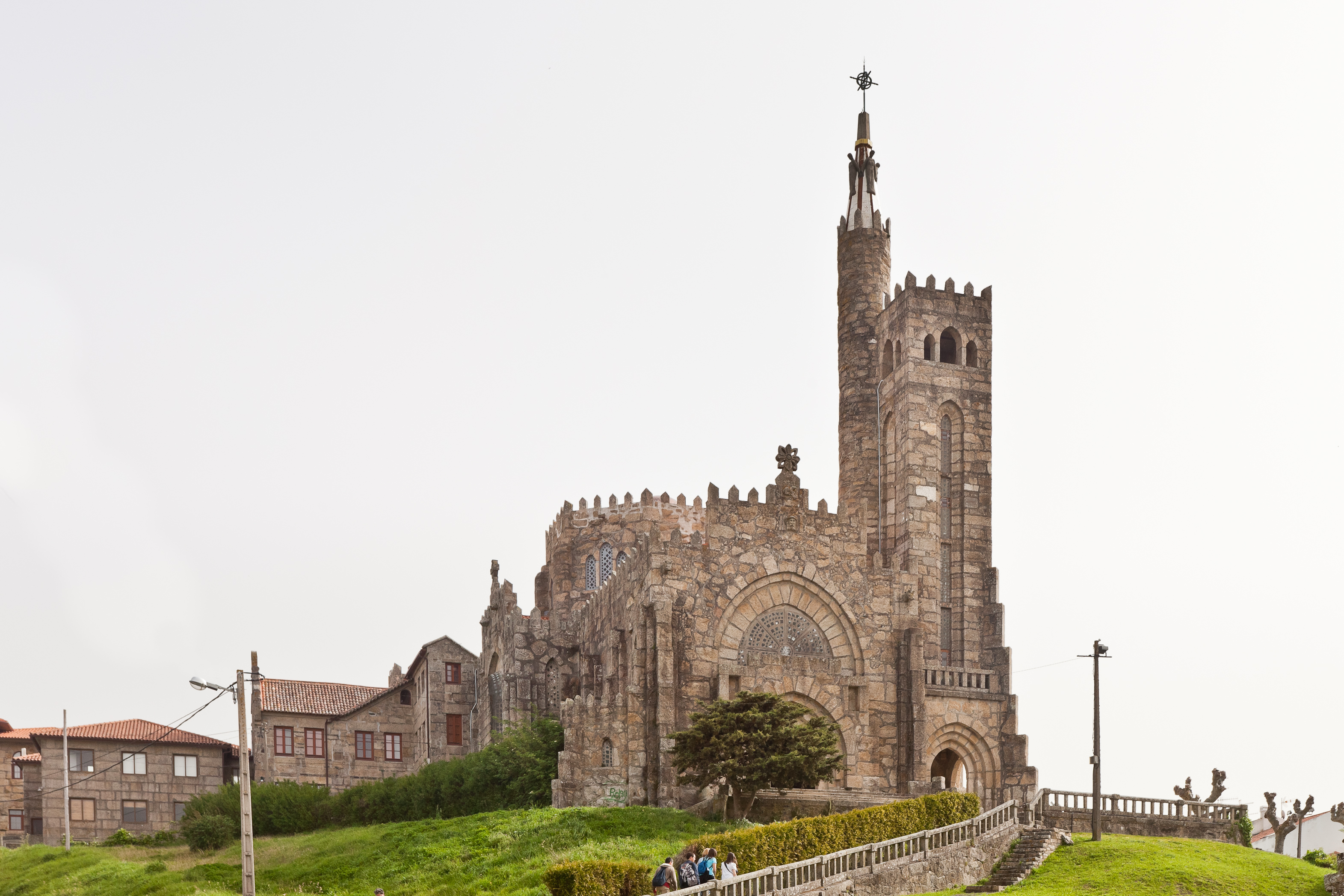
Église paroissiale de Panxón à Nigrán (Galice), appelé Templo votivo do mar, temple dédié à la Mer (1932-1937).